# یوزف لیکنس
یوزف لیکنس (انگلیسی: Jozef Lieckens؛ زادهٔ ۲۶ مارس ۱۹۵۹) دوچرخه‌سوار اهل بلژیک است.
او بین سالهای ۱۹۸۵ تا ۱۹۸۹ میلادی چهار بار در مسابقات تور دو فرانس شرکت داشته است. 